# Owiraptory (podrodzina)
Owiraptory (Oviraptorinae) − grupa dinozaurów z rodziny owiraptorów. Od ingenii (Ingeniinae) różniły się posiadaniem grzebienia na głowie.

## Wielkość
- Długość: około 2-3 metry;
- Wysokość: około 0,8-1,3 metra;
- Waga: około 40-120 kg.

## Występowanie
- Czas: Kreda około 80-65 mln lat temu;
- Miejsce: Azja, Mongolia (pustynia Gobi)

## Rodzaje
- citipati
- nemegtomaja
- owiraptor
- rynchenia